# Lijst van rijksmonumenten in Baarland
De plaats Baarland telt 10 inschrijvingen in het rijksmonumentenregister. Hieronder een overzicht.
| Object                                                         | Oorspronkelijke functie? | Bouwjaar        | Architect | Locatie                | Coördinaten?                  | Nr.?   | Afbeelding                                                     |
| -------------------------------------------------------------- | ------------------------ | --------------- | --------- | ---------------------- | ----------------------------- | ------ | -------------------------------------------------------------- |
| Halte Baarland: tramstation                                    | Transport                | 1927            |           | Industrieweg 1         | 51° 24' 54" NB, 3° 53' 1" OL  | 509151 | Meer afbeeldingen                                              |
| Halte Baarland: klein goederenloods naast tramstation Baarland | Opslag                   | 1927            |           | Industrieweg bij 1     | 51° 24' 54" NB, 3° 53' 1" OL  | 509152 | Halte Baarland: klein goederenloods naast tramstation Baarland |
| De Steene Poort                                                | Woonhuis                 | 18e eeuw        |           | Bakendorpseweg 2       | 51° 24' 27" NB, 3° 53' 19" OL | 9956   | Meer afbeeldingen                                              |
| Dwarshuis met gepleisterde gevel aan het plein                 | Woonhuis                 | 18e eeuw        |           | Slotstraat 30          | 51° 24' 28" NB, 3° 53' 13" OL | 9957   | Dwarshuis met gepleisterde gevel aan het plein                 |
| Sint-Maartenskerk                                              | Kerk en kerkonderdeel    | 15e eeuw        |           | Slotstraat 3           | 51° 24' 30" NB, 3° 53' 9" OL  | 9958   | Meer afbeeldingen                                              |
| Slot Baarland                                                  | Kasteel, buitenplaats    | 14e of 16e eeuw |           | Slotstraat 7           | 51° 24' 31" NB, 3° 53' 13" OL | 9959   | Meer afbeeldingen                                              |
| Kasteel Hellenburg                                             | Kasteel, buitenplaats    | 15e eeuw        |           | Hellenburgstraat bij 2 | 51° 24' 32" NB, 3° 52' 46" OL | 9960   | Meer afbeeldingen                                              |
| Vaete                                                          | Straatmeubilair          |                 |           | Slotstraat 35          | 51° 24' 28" NB, 3° 53' 14" OL | 9961   | Meer afbeeldingen                                              |
| Toren Sint-Maartenskerk                                        | Kerk en kerkonderdeel    | 14e eeuw        |           | Torenstraat 2          | 51° 24' 30" NB, 3° 53' 8" OL  | 9962   | Meer afbeeldingen                                              |
| Huis onder fors zadeldak                                       | Woonhuis                 | 18e eeuw        |           | Schansstraat 12        | 51° 24' 29" NB, 3° 53' 3" OL  | 9963   | Meer afbeeldingen                                              |